# Список персонажей телесериала «Поколение убийц»
Телесериал «Поколение убийц» описывает события, происходящие с морскими пехотинцами 1-го разведывательного батальона в течение первых четырёх недель вторжения США в Ирак в 2003 году.

## 1-й разведывательный батальон
1-й разведывательный батальон является частью 1-й дивизии морской пехоты (США), которая находится под командованием в то время в звании генерал-майора Джеймса Мэттиса ('Бешеный пес', 'Хаос'), играемого актёром Робертом Бёрком. 1-м разведбатальоном командует подполковник Стивен 'Крёстный Отец' Феррандо. Его команда состоит из майора Тодда Эклоффа и сержант-майора Джона Сиксты. Позывной команды - 'Крёстный отец'.
| Персонаж                                                                        | Должность                            | Актёр          |
| ------------------------------------------------------------------------------- | ------------------------------------ | -------------- |
| Подполковник Стивен 'Крёстный Отец' Феррандо                                    | Командир батальона                   | Чэнс Келли     |
| Майор Тодд Эклофф                                                               | Старший помощник командира батальона | Бенджамин Буш  |
| Сержант-майор Джон Сикста (дважды упоминаемый как 'Мистер Картофельная голова') | Сержант-майор батальона              | Нил Джонс      |
| Миш                                                                             | Переводчик батальона                 | Набиль Элухаби |
| Лейтенант Алекс Обен                                                            | Врач батальона                       | Эндрю Спайсер  |
| Сержант Кристофер Уосик                                                         | Батальонный водитель                 | Дэниэл Дженкс  |

### Рота «Альфа»
Позывной роты - 'Ассасин'.
| Персонаж                     | Должность                       | Актёр                 |
| ---------------------------- | ------------------------------- | --------------------- |
| Капитан Брайан Паттерсон     | Командир роты                   | Майкл Келли           |
| Командор-сержант Рич Барретт | Руководитель операциями роты    | Эрик Кочер            |
| Сержант Деймон Фосетт        | Группа 2-3, руководитель группы | Тео Ланди             |
| Капрал Джон Беррис           | Группа 2-3, водитель            | Кайл Сиберт           |
| Капрал Смит                  | Группа 2-3                      | Джеффри Джон Карсалис |
| Капрал Коди Скотт            | Группа 2-3, пулемётчик          | Дэррон Каллиган       |

### Рота «Браво»
Позывной роты - 'Хитмэн'.
| Персонаж                                  | Должность                    | Актёр         |
| ----------------------------------------- | ---------------------------- | ------------- |
| Капитан Крэйг 'Парень из Энсино' Шветье   | Командир роты                | Брайан Вэйд   |
| Командор-сержант Рэй 'Кейси Касем' Гриего | Руководитель операциями роты | Дэвид Баррера |

#### 2-й Взвод
| Персонаж                                                               | Актёр               | Должность                                      | Группа   | Транспортное средство |
| ---------------------------------------------------------------------- | ------------------- | ---------------------------------------------- | -------- | --------------------- |
| Сержант Брэд 'Айсмэн' Колберт                                          | Александр Скарсгард | Руководитель группы/командир отделения Браво 1 | Группа 1 | V-01                  |
| Капрал Джошуа 'Рэй' Персон                                             | Джеймс Рэнсон       | Водитель V-01                                  | Группа 1 | V-01                  |
| Младший капрал Гарольд Джеймс 'Бургер Кинг (BK - Baby killer)' Тромбли | Билли Лаш           |                                                | Группа 1 | V-01                  |
| Капрал Уолт Хассер                                                     | Павел Шайда         | Стрелок пулеметной турели «Хаммера»            | Группа 1 | V-01                  |
| Репортер «Rolling Stone» Эван Райт                                     | Ли Тергесен         |                                                | Группа 1 | V-01                  |
| Сержант Антонио Эспера                                                 | Джон Уэртас         | Помощник руководителя группы                   | Группа 1 | V-02                  |
| Капрал Джейсон Лилли                                                   | Келлан Латс         | Водитель V-02                                  | Группа 1 | V-02                  |
| Капрал Габриэль 'Гэйб' Гарса                                           | Рей Валентин        | Стрелок пулеметной турели «Хаммера»            | Группа 1 | V-02                  |
| Капрал Эктор Леон                                                      | Сэл Альварес        |                                                | Группа 1 | V-02                  |
| Капрал Натан Кристофер                                                 | Стефан Отто         |                                                | Группа 1 | V-02                  |
| Сержант Ларри Шон 'Папочка' Патрик                                     | Джош Баррет         | Руководитель группы, снайпер                   | Группа 2 | V-03                  |
| Сержант Руди Рейес                                                     | Руди Рейес          | Водитель V-03, помощник снайпера               | Группа 2 | V-03                  |
| Капрал Энтони 'Manimal' Джекс                                          | Рич МакДональд      | Стрелок пулеметной турели «Хаммера»            | Группа 2 | V-03                  |
| Капрал Джеймс Чаффин                                                   | Эрик Ладин          |                                                | Группа 2 | V-03                  |
| Сержант Майкл Brunmeier                                                | Джастин Шоу         |                                                | Группа 2 | V-03                  |
| Лейтенант Натаниэль 'Нейт' Фик                                         | Старк Сэндс         | Командир взвода, КШМ                           |          | V-04                  |
| Командор-сержант Майк Уинн                                             | Марк Менчака        | Комендор-сержант взвода, водитель V-04         |          | V-04                  |
| Капрал Эван 'Ватная палочка' Стаффорд                                  | Уилсон Бетел        |                                                |          | V-04                  |
| Рядовой 1-го класса Джон Кристезон                                     | Дэниэл Фокс         |                                                |          | V-04                  |
| Сержант Стивен Ловелл                                                  | Лэнгли Кирквуд      | Руководитель группы                            | Группа 3 | V-05                  |
| Сержант Леандро 'Дурной Би' Баптиста                                   | Майк Фигероа        | Водитель V-05                                  | Группа 3 | V-05                  |
| Военно-морской санитар 2-го класса Роберт Тимоти 'Док' Брайан          | Йохан Лотан         | Медицинская поддержка взвода                   | Группа 3 | V-05                  |
| Капрал Терен 'Ти' Холси                                                | Сидни Холл          |                                                | Группа 3 | V-05                  |
| Капрал Майкл Стинеторф                                                 | Бёрн Штейнбах       | Стрелок пулеметной турели «Хаммера»            | Группа 3 | V-05                  |

#### 3-й Взвод
| Персонаж                               | Актёр              | Должность                           | Группа     |
| -------------------------------------- | ------------------ | ----------------------------------- | ---------- |
| Капитан Дэйв 'Капитан Америка' Макгроу | Эрик Неннингер     | Командир взвода                     |            |
| Сержант Эрик Кокер                     | Оуайн Йомен        | Руководитель группы                 | Группа 3-2 |
| Капрал Джеффри 'Грязный Граф' Карсалис | Дж. Салом Мартинес | Водитель                            | Группа 3-2 |
| Капрал Даниэль Редман                  | Шон Броснан        | Стрелок пулеметной турели «Хаммера» | Группа 3-2 |

### Рота «Чарли»
Третья стрелковая рота 1-го разведывательного батальона. Члены роты были показаны в короткой сцене в 4-м эпизоде «Комбат Джек», но имена морских пехотинцев не названы. Позывной роты - 'Хищник'.

### Рота «Дельта»
Рота резервистов морской пехоты США была прикреплена к 1-му разведывательному батальону в 6-м эпизоде «Будь начеку». Но показан только один унтер-офицер, который имел знакомство со 2-м взводом роты «Браво».
| Персонаж                      | Актёр       | Должность        |
| ----------------------------- | ----------- | ---------------- |
| Комендор-сержант Роберт Сварр | Майкл Мосли | Риггер батальона |